# Salmièg
Salmièg (en francès Salmiech) és un municipi francès situat al departament de l'Avairon i a la regió d'Occitània.

## Demografia
| 1962                                       | 1968 | 1975 | 1982 | 1990 | 1999 | 2007 |
| ------------------------------------------ | ---- | ---- | ---- | ---- | ---- | ---- |
| 920                                        | 951  | 864  | 741  | 671  | 728  | 703  |
| Des de 1962: població sense dobles comptes |      |      |      |      |      |      |

## Administració
| Període   | Identitat       | Partit |
| --------- | --------------- | ------ |
| 1956-1989 | Henri Jaudon    | CNIP   |
| 1989-2001 | Pierre Toulas   |        |
| 2001-2008 | Pierre Barrau   |        |
| 2008-     | Jean-Paul Labit |        |